# 召公镇
召公镇，是中华人民共和国陕西省宝鸡市扶风县下辖的一个乡镇级行政单位。

## 行政区划
召公镇下辖以下地区：
召公村、新庄村、吴家村、官道村、吕宅村、西张村、后董村、大槐村、召光村、召首村、袁新村、聚粮村、灵护村、三头村和作里村。